# نادي كيترينغ تاون
نادي كيترينغ تاون هو نادي كرة قدم بريطاني أٌسس عام 1872. يلعب النادي في الدوري الجنوبي الممتاز.